# Колун (сокира)
Колун (сокира) — молот для розколювання, також відомий як блок-розколювач, блок-розколювач, руб і молот, санна сокира, го-диявол або хамакс — це важка сокира з довгою ручкою, яка використовується для розколювання шматка дерева вздовж його волокна. Один бік його голови схожий на кувалду, а другий — на сокиру.

## Опис
Типовий колун для розколювання деревини має вагу головки від 6 до 8 фунтів або приблизно від 2,7 до 3,6 кг відповідно. Традиційно колуни мають клиноподібну головку, але деякі сучасні версії мають конічні головки або поворотні підклини. Для розколювання деревини цей інструмент набагато краще, ніж звичайна сокира. Його вага вигідніша, і завдяки його ширині менше шансів застрягти в деревині. Клиноподібна частина головки молота повинна бути злегка опуклою, щоб уникнути заклинювання, і вона не може мати подовжену увігнуту частину «порожнистої землі», яку може використовувати сокира-руб. На відміну від сокири, ручки колунів зазвичай прямі та мають більш круглий поперечний переріз, ніж подовжені овальні ручки сокири. Рукоятка молота-колуна, на відміну від сокири, навмисно використовується для розмаху. На початку 1970-х років була представлена трикутна конструкція голови з посиленою металевою ручкою під назвою «Молот-монстр».

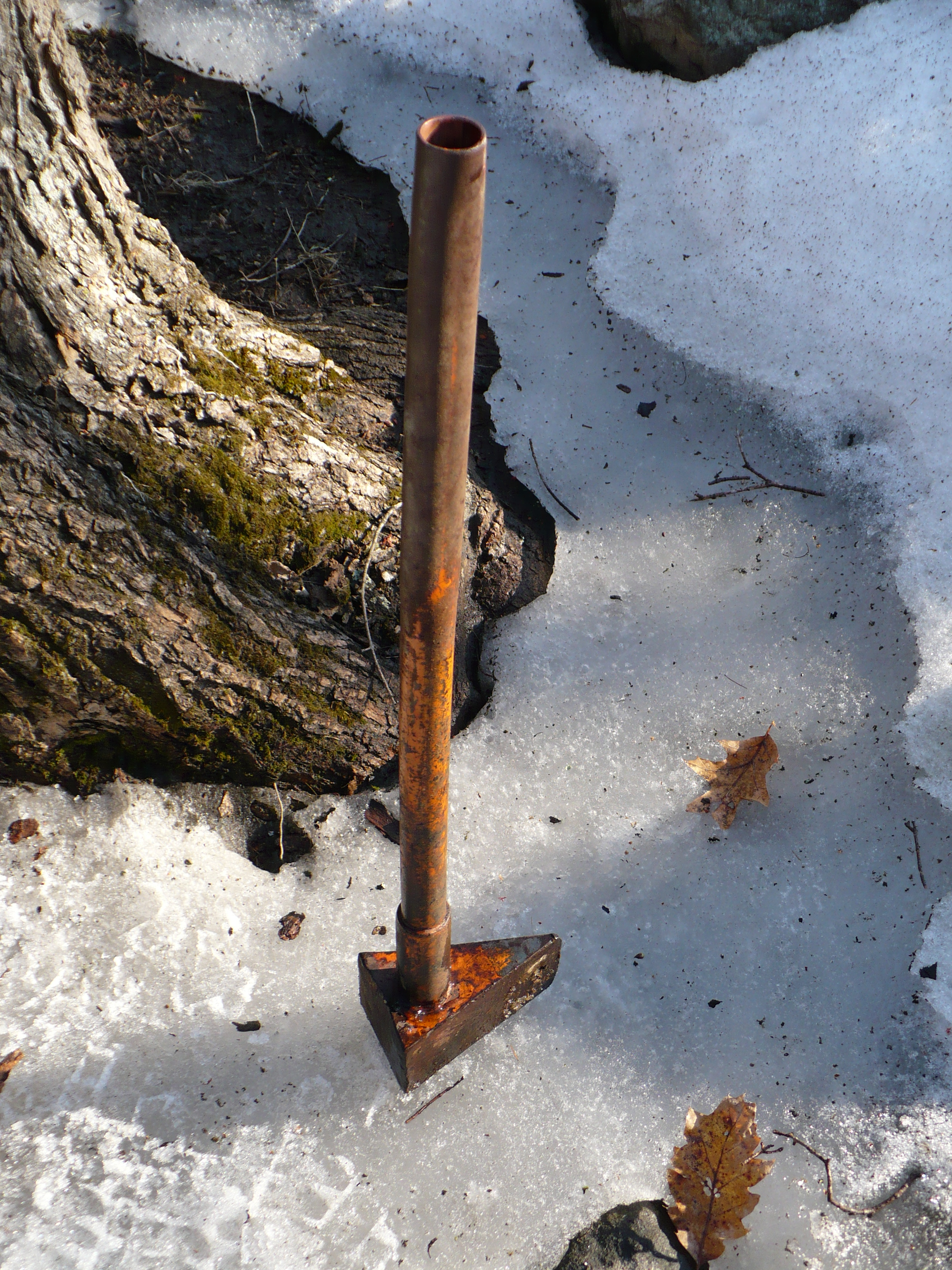
Колун. Варіант.

Молотом найчастіше вдаряють обрізану врівень ділянку колоди, яка зазвичай стоїть на верхівці пенька, що розколюється, або іншої відповідної основи. Більшість зрізів можна розколоти одним ударом молотка вниз, розколюючи деревину на частини вздовж волокна. Молоти регулярно застряють у колоді з кількох причин, наприклад, удари по деревині не мають достатньої сили, деревина містить приховані сучки або занадто велика довжина деревини. На відміну від сокири, молоти ефективні довше після того, як лезо затупиться, оскільки основним механізмом є клин, проштовхнутий уздовж деревини, а не поперечний удар сокири. У деяких випадках довші колоди можна розколоти, коли вони лежать уздовж на основі або землі. Молоти часто застрягають у колодах під час розколювання, що вимагає використання рубки «повного підйому». Це означає, що подрібнювач повертає молот, але цього разу піднімає наполовину розколоту колоду, залишаючись прикріпленим до вбудованого молота, що часто вимагає одного або двох додаткових рубань повного підйому. Інша техніка для розколювання вертикальних колод більшого діаметру полягає в тому, щоб повна сила молотка була спрямована поза центр колоди, зазвичай видаляючи 1⁄4 маси колоди. Коли повторюється, можна легко впоратися з великими колодами, які зазвичай спричиняють встромлення молота при центральному ударі. Крім того, коли температура стає нижчою, волокна колоди стають більш крихкими, що полегшує розколювання колоди.

## Інтернет-ресурси
- Brennholz spalten — Tutorial der Bayerischen Staatsforsten (auf youtube), abgerufen am 6. Mai 2020